# 프로스페로 콜론나

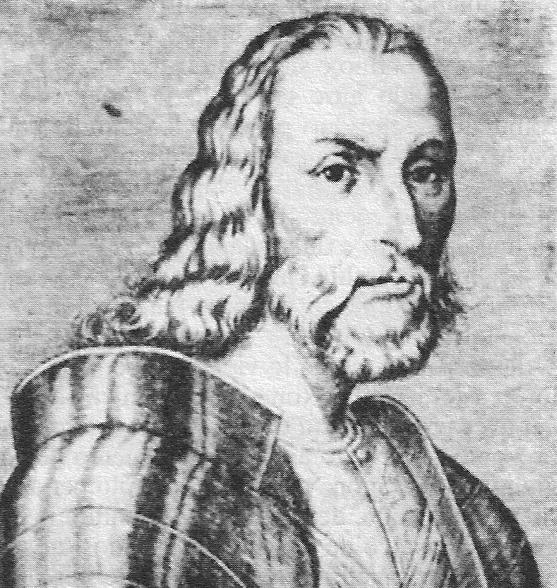
프로스페로 콜론나

프로스페로 콜론나(Prospero Colonna, 1452년–1523년)는 때로는 프로스페르 콜론나(Prosper Colonna)라고도 알려졌으며, 이탈리아 전쟁 기간에 교황령과 신성 로마 제국에서 복무한 이탈리아의 콘도티에로이다.

## 생애
아주 오래된 귀족 가문 콜론나 가문의 일원으로 1452년 벨레트리 (라치오) 인근 치비타라비니아에서 태어났다. 그는 파브리치오 콜론나의 친척이다.
그가 군사 지휘관으로서 첫 주목할만 행위는 1484년에 경쟁 가문인 오르시니와 리아리오 가의 공격으로부터 팔리아노에 있는 그들 가문의 성을 방어해낸 것이였다. 몇몇 다른 전투의 공적을 얻은 후, 추기경 줄리아노 델라 로베레의 세력에 가담했던 프로스페로는 교황 알렉산데르 6세에 의해 산탄젤로성에 투옥되었다. 한 차례 풀려난 그는 프랑스의 국왕 샤를 8세의 이탈리아 침공 기간에 그에게 충성을 맹세를 했다는 이유로 다시 투옥되었다. 결국에는 1495년에 프로스페로와 파브리치오 콜론나의 지원을 받아 프랑스의 왕은 교황을 상대로 승리를 거두고 로마에 입성했다.
나폴리 왕국에 프랑스가 잠깐의 통치를 하던 동안에 프로스페로는 트라에토 공작령과 포를리 백작령을 획득했다. 하지만 샤를이 알프스 너머로 돌아가자, 프로스페로는 나폴리에서 프랑스 부왕을 쫓아내는데 나폴리의 페르디난도 2세를 도왔다.
상황은 새롭게 왕위에 오른 루이 12세의 침공으로 다시 바뀌었다. 나폴리왕 나폴리의 페데리코 1세가 이스키아섬으로 달아나는 동안에 프로스페로와 파브리치오는 왕국을 지키려했다. 그들은 패배를 했고 나폴리의 누오보성에 투옥되었다. 그들은 또한 라치오에 있는 그들의 성들을 차지한 교황 알렉산데르 6세에게 파문을 당하기도 했다. 마침내 보석금이 지불되어, 두 친척 형제는 나폴리 부왕인 스페인의 장군 곤살로 페르난데스 데 코르도바의 휘하로 들어갔다.
프로스페로는 나폴리에 대한 스페인의 결정적인 해결책을 가져다준 체리뇰라 전투 (1503년)에서 스페인의 승리에 중요한 역할을 맡았었다. 교황 알렉산데르 6세가 사망한 후에 그는 라치오에 있는 그의 영지들을 되찾을 수 있었다. 그는 가릴리아노 전투에서 경기병들을 지휘했다.
프로스페로는 이트리, 스페를론가, 체카노, 손니노를 그의 영지로 추가하며, 한때 남부 이탈리아의 가장 큰 봉건 영주가 되었다. 그는 그를 후계자로 삼은 베스파시아노 (Vespasiano)의 딸 코벨라 디 산세베리노 (Covella di Sanseverino)와 혼인했다.
부인의 변하지 않는 애정에 자신감 있던 프로스페로는 낮은 신분의 사내를 그의 동료로 데려왔는데, 불행히도 그녀는 그가 자신의 것이라고 여긴 사랑을 그 사내에게 옮겼다. 자신이 파멸의 작가라고 생각한 프로스페로는 이 상황을 Ingenio experior funera digna meo, "나는 내 발명품에 어울리는 죽음을 맞이한다."라는 문구를 가지며, 발명가의 죽음으로 입증한 놋쇠 황소라고 여겼다.

1515년 이탈리아 북동부 빌라프랑카에서 그는 마리냐노 전투가 일어나기 전에 프랑수아 1세가 알프스를 넘는 동안에 교황 레오 10세의 군대를 지휘했다. 갑작스럽고 굴욕적인 기습속에서 그와 그의 부관들은 피에르 테라유 바야르가 이끄는 프랑스 기병대에게 포로로 잡혔다. 그는 붙잡혀 가면서, 말하길 “프랑스는 내가 늘 가보고 싶어했던 나라이다.”라고 했다고 한다.
교황에게서 복무를 계속하던 그는 1522년 북부 이탈리아에서 프랑스를 상대로 대승을 거뒀다 (비코카 전투).
하지만 그의 건강은 나빠졌고 1523년 밀라노에서 사망했다.